# 阿韋亞內達縣 (內格羅河省)
阿韋亞內達縣（西班牙語：Departamento Avellaneda），是阿根廷的縣份，位於該國中部內格羅河省，首府設於喬埃萊喬埃爾，面積20,379平方公里，2001年人口32,308，人口密度每平方公里1.6人。